# Benny Dollo
Benny Selvianus Dollo (ur. 22 września 1950 w Manado, zm. 1 lutego 2023) – indonezyjski trener piłkarski.

## Kariera trenerska
Od 1983 do 2000 trenował indonezyjskie kluby UMS 80, UMS Amatir, Pelita Jaya Jawa Barat, Persita Tangerang, Persitara Jakarta Utara i Persma Manado. Od 2000 do 2001 prowadził narodową reprezentację Indonezji. Potem ponownie dwukrotnie trenował Persita Tangerang, a w międzyczasie Arema Malang.
Od stycznia 2008 do maja 2010 po raz drugi kierował reprezentację Indonezji. Również w latach 2009-2010 pracował w klubie Persija Dżakarta jako główny trener. 
Od 2010 do 2011 prowadził Mitra Kukar FC, a potem powrócił do kierowania klubem Persija Dżakarta. W maju 2014 objął stanowisko głównego trenera Sriwijaya FC.

## Sukcesy i odznaczenia

### Sukcesy reprezentacyjne
- zdobywca Indonesian Independence Cup: 2008
- półfinalista AFF Suzuki Cup: 2008

### Sukcesy klubowe
- mistrz ligi Galatama: 1988/89, 1990, 1993/94
- wicemistrz ligi Galatama: 1987/1988
- mistrz Indonezji: 2012
- wicemistrz Indonezji: 2002
- mistrz Liga Indonesia First Division: 2004
- zdobywca Pucharu Indonezji: 2005, 2006
- finalista Pucharu Galatama: 1988